# OnlyFans
OnlyFans là mạng xã hội của Anh Quốc, trong đó người dùng (fan) trả tiền để đăng ký theo dõi các thương hiệu, nhân vật nổi tiếng. Các thương hiệu và nhân vật thu lợi nhuận từ việc nhận tiền đăng ký hàng tháng của người hâm mộ, cũng như từ cơ chế trả tiền theo lượt xem (pay per view) của hệ thống. Bởi tính năng trả tiền để xem nội dung riêng tư, mạng xã hội này trở nên phổ biến trong ngành mại dâm, bên cạnh những tài khoản đăng các nội dung khác như nghệ thuật, âm nhạc, thể thao.

## Lịch sử
Ngày 19/8/2020, nữ diễn viên, ca sĩ Bella Thorne lập kỷ lục khi thu về hơn 1 triệu USD chỉ trong vòng 24 giờ tham gia mạng xã hội này. Và trong vòng chưa tới 1 tuần, cô nhận được hơn 2 triệu USD. Bella gây tranh cãi khi hứa sẽ đăng ảnh khỏa thân nếu người hâm mộ trả 200 USD theo dõi kênh của cô, nhưng trên thực tế cô chỉ đăng ảnh mặc đồ nội y. Hành động này khiến hệ thống phải trả lại tiền đăng ký cho fan. Sau đó không lâu, mạng xã hội này cập nhật cơ chế hoạt động của người dùng, trong đó có những giới hạn nhất định về số tiền và thời gian nhận tiền mà người sáng tạo nội dung có thể có được. Mặc dù thay đổi, OnlyFans phủ nhận hành động trên liên quan tới sự việc của Bella, mà chỉ thông báo đây là một phần trong kế hoạch phát triển của mạng xã hội này.

## Hoạt động
Nội dung khiêu dâm được phép đăng tải trên OnlyFans. Trên thực tế, thành viên của mạng xã hội này phần lớn là diễn viên khiêu dâm, bên cạnh đó còn có các đầu bếp, huấn luyện viên thể hình, nghệ sĩ. Người dùng mạng này bắt buộc phải từ đủ 18 tuổi trở lên.